# Ihlenfeldtia
Ihlenfeldtia es un género con dos especies de plantas suculentas perteneciente a la familia Aizoaceae.

## Taxonomía
El género fue descrito por Heidrun Elsbeth Klara Osterwald Hartmann y publicado en Botanische Jahrbücher für Systematik, Pflanzengeschichte und Pflanzengeographie 114(1): 47. 1992.
Etimología
Ihlenfeldtia: nombre genérico otorgado en honor del botánico alemán Hans-Dieter Ihlenfeldt (* 1932).

## Especies aceptadas
A continuación se brinda un listado de las especies del género Ihlenfeldtia aceptadas hasta julio de 2011, ordenadas alfabéticamente. Para cada una se indica el nombre binomial seguido del autor, abreviado según las convenciones y usos.
- Ihlenfeldtia excavata (L.Bolus) H.E.K.Hartmann
- Ihlenfeldtia vanzylii (L. Bolus) H.E.K. Hartmann